# Трефасіо
Трефасіо (ісп. Trefacio) — муніципалітет в Іспанії, у складі автономної спільноти Кастилія-і-Леон, у провінції Самора. Населення — 189 осіб (2010).
Муніципалітет розташований на відстані близько 310 км на північний захід від Мадрида, 100 км на північний захід від Самори.
На території муніципалітету розташовані такі населені пункти: (дані про населення за 2010 рік)
- Сердільйо: 9 осіб
- Муріас: 23 особи
- Трефасіо: 122 особи
- Вільяріно-де-Санабрія: 35 осіб

## Демографія
Динаміка населення (INE ):